# 카를 1세 (오스트리아)
카를 1세(독일어: Karl I, 체코어: Karel I. 카렐 1세[*], 헝가리어: I. Károly 카로이 1세[*], 슬로바키아어: Karol I. 카롤 1세, 크로아티아어: Karlo I. 카를로 1세, 1887년 8월 17일 ~ 1922년 4월 1일) 또는 카를 8세는 오스트리아-헝가리 제국의 마지막 황제, 오스트리아의 마지막 황제, 헝가리의 마지막 왕, 보헤미아의 마지막 왕, 크로아티아와 슬라보니아, 달마티아의 마지막 왕이자 트란실바니아 마지막 대공이었다. 보헤미아의 국왕 카렐 3세(체코어: Karel III.), 헝가리와 크로아티아의 국왕 카로이 4세(헝가리어: IV. Károly, 슬로바키아어: Karol IV., 크로아티아어: Karlo IV.)에 해당한다. 2004년 교황 요한 바오로 2세에 의해 로마 가톨릭 복자로 시복되었다.

## 생애

### 제1차 세계 대전이전
카를 1세는 카를 루트비히 폰 외스터라이히 대공의 차남 오토 프란츠 폰 외스터라이히 대공(1865~1906)의 장남으로 태어났다. 오스트리아 황제 프란츠 요제프 1세는 그의 종조부였다. 프란츠 요제프 1세는 아들 루돌프 황태자가 자살한 뒤 조카인 프란츠 페르디난트 대공을 후계자로 삼았는데 그 또한 사라예보에서 암살되고 말았다. 프란츠 페르디난트는 신분이 낮은 여성과 귀천결혼을 한 상태였기 때문에 그 자식들에겐 제위 계승권이 없었다. 결국 프란츠 페르디난트의 조카인 카를이 합스부르크의 상속자로 책봉되었다.
카를 1세는 평화주의자였는데, 유럽의 각국들과 협상을 통해 오스트리아-헝가리 제국이 전쟁을 피해갈 수 있도록 하려했지만, 이탈리아에게 조금도 영토를 내주려하지 않아 그의 노력은 물거품이 되었다. 또한, 그는 프랑스의 알자스-로렌 권리 주장을 옹호하였는데, 이로 인해서 그는 독일과 오스트리아에서 신망을 잃었다.

### 제1차 세계 대전이후
제1차 세계 대전 기간 동안, 오스트리아의 각 민족들은 민족주의에 영향을 받아 분리 독립을 열망했는데, 카를 1세는 오스트리아-헝가리 제국을 연방 국가로 만들려고 했지만, 그러기엔 너무 늦은 대처였고, 결국 오스트리아-헝가리는 오스트리아, 헝가리, 체코슬로바키아, 유고슬라비아, 폴란드 등의 여러 신생 국가로 분할됐다.
1918년 11월 16일 그는 오스트리아의 모든 정무에서 손을 떼었고, 1919년에 스위스로 망명하였다. 그 후 오스트리아 의회는 그를 폐위시켰다. 그 후 헝가리의 국왕 복위를 2번 시도했지만, 제1차 세계 대전의 연합국의 반대, 헝가리의 호르티 미클로시 섭정의 반대와 비협조에 의해서 실패하고, 결국 그는 포르투갈의 마데이라 제도에서 망명하여 그 곳에서 폐렴 합병증으로 사망했다. 지난날 오스트리아에 지배당했던 폴란드 출신의 요한 바오로 2세에 의하여 2004년 10월 3일 복자가 되었다.

## 자녀
카를 1세는 치타(1892-1989)와의 사이에 5남 3녀를 두었다.
- 오토 (1912-2011) - 레기나 폰 작센마이닝겐과 혼인
- 아델하이트 (1914-1971) - 미혼
- 로베르트 카를 루트비히 (1915-1996) - 마르게리타 사보이아와 혼인
- 펠릭스 프리드리히 (1916-2011) - 안나 오이게니 폰 에렌버크와 혼인
- 카를 루트비히 합스부르크 (1918-2007) - 욜란데 폰 레지나와 혼인
- 루돌프 시링구스 합스부르크 (1919-2010) - 크세니야 체르니셰프베소브라소프 여백작과 혼인 후 사별, 브레데의 안나 가브리엘레 공녀와 재혼
- 샤를로테(1921-1998) - 메클렌부르크 공작 게오르크와 혼인
- 엘리자베트 샤를로테(1922-1993) - 리히텐슈타인 후자 하인리히와 혼인